# Rockinghamia brevipes
Rockinghamia brevipes là một loài thực vật có hoa trong họ Đại kích. Loài này được Airy Shaw miêu tả khoa học đầu tiên năm 1976.